# 長野県道・山梨県道17号茅野北杜韮崎線
長野県道・山梨県道17号茅野北杜韮崎線（ながのけんどう・やまなしけんどう17ごう ちのほくとにらさきせん）は長野県茅野市から山梨県北杜市を経由して韮崎市に至る主要地方道（長野県道・山梨県道）である。

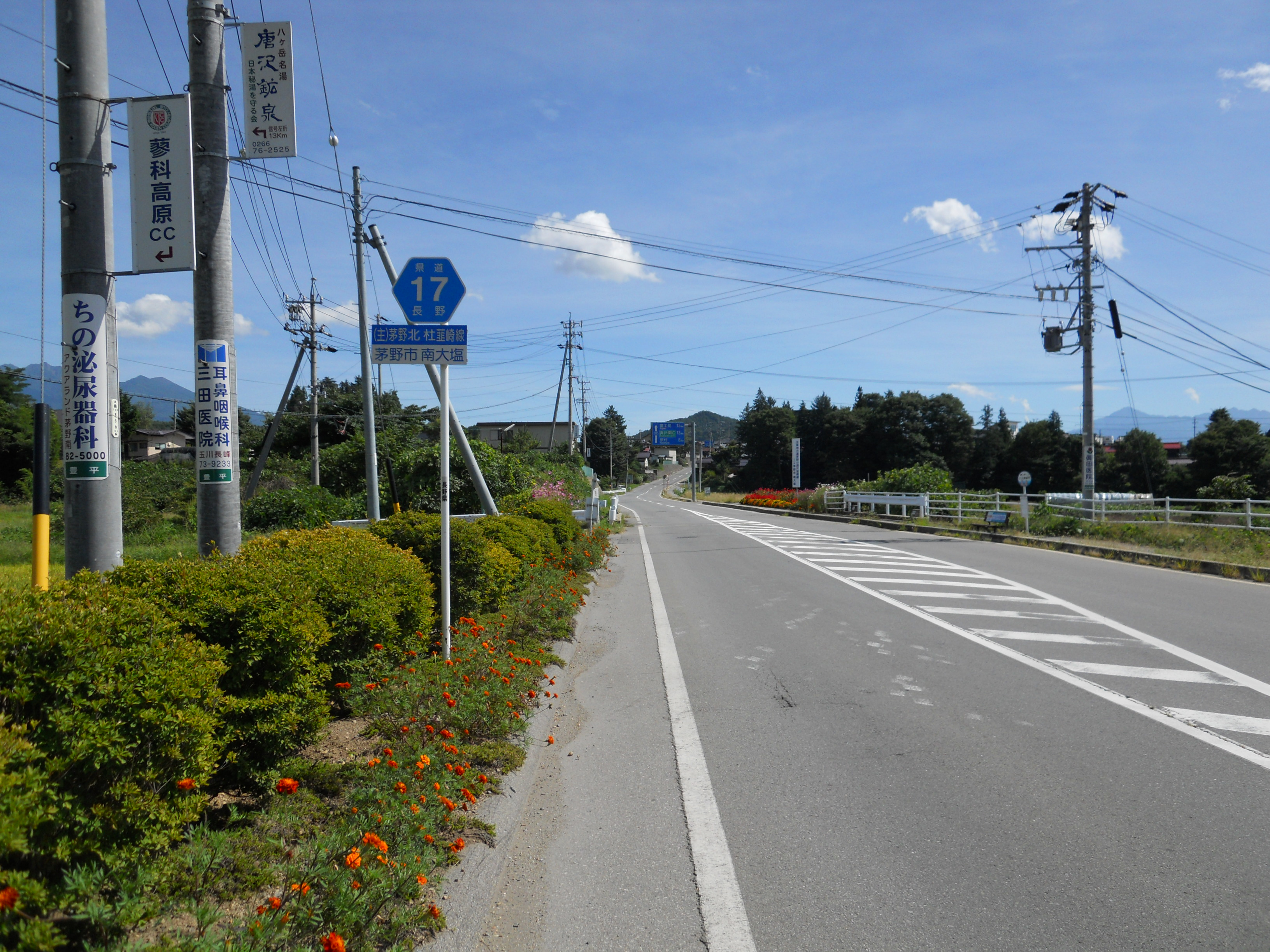
長野県道17号 茅野北杜韮崎線､山寺上交差点付近

山梨県北巨摩郡小淵沢町の北杜市への編入合併に伴い、2006年（平成18年）3月16日より路線名が茅野小淵沢韮崎線から現在の茅野北杜韮崎線に変更された。

## 概要
長野県諏訪地域の茅野市と山梨県峡北地域の韮崎市を結ぶ路線である。全線で国道20号の八ヶ岳側を並走し、長野県内では八ヶ岳西麓を、山梨県では七里岩台上で同岳南麓を通過している。また、JR中央本線とも並走しており、同線の複数の駅附近を通過する。

### 路線データ
- 路線認定[1][2]
  - 起点：長野県茅野市
  - 終点：山梨県韮崎市
  - 重要な経過地：山梨県北杜市（路線名の変更前は山梨県北巨摩郡小淵沢町）
- 道路の区域
  - 起点：長野県茅野市豊平字中尾3367番地先（山寺上交差点＝国道152号・国道299号重複）[3]
  - 終点：山梨県韮崎市本町（本町交差点＝山梨県道6号甲府韮崎線終点、山梨県道27号韮崎昇仙峡線起点）
  - 延長：約28.7 km
  - 実延長：長野県 22.2363 km、山梨県 -km
- 道路法第7条第1項該当号：1号[4]

## 歴史
バイパス道路の開通などによってコースは多少異なるが、韮崎市から富士見町蔦木附近にかけて、山梨県内の区間と現在の山梨県道・長野県道11号北杜富士見線はかつて甲州街道の原路（はらみち）と呼ばれ、現在の国道20号の原型である甲州街道が河路（かわみち）と呼ばれた。甲州街道は七里岩台下の釜無川に沿っており、水害などで通行不能となった場合に原路が迂回路として用いられていた。このことから、原路は信州往還という別名があった。
本路線は、道路法（昭和27年法律第180号）第7条の規定に基づき、一般県道として認定された堀青柳停車場線の一部（起点 - 諏訪郡原村）、払沢茅野線の一部（ - 諏訪郡原村払沢）、乙事茅野線の一部（ - 諏訪郡富士見町乙事）、富士見小淵沢線（ - 北杜市小淵沢町）、小淵沢韮崎線（ - 終点）を前身としている。道路法（昭和27年法律第180号）第56条の規定に基づき、主要な都道府県道として1971年に茅野小淵沢韮崎線として指定された。

### 年表
- 1958年（昭和33年）10月6日
山梨県が県道富士見小淵沢線、県道小淵沢韮崎線を認定[6]。
- 1959年（昭和34年）8月1日
長野県が県道堀青柳停車場線、県道払沢茅野線、県道乙事茅野線、県道富士見小淵沢線を認定[7]。
- 1971年（昭和46年）6月26日
建設省（当時）が堀青柳停車場線の一部、払沢茅野線の一部、乙事茅野線の一部、富士見小淵沢線、小淵沢韮崎線を主要地方道茅野小淵沢韮崎線として指定[8]。
- 1972年（昭和47年）4月17日
山梨県が県道茅野小淵沢韮崎線を認定。路線番号を17とする。
- 1972年（昭和47年）9月11日
長野県が県道茅野小淵沢韮崎線の認定[9]。路線番号を6とする[注釈 1]。
- 1993年（平成5年）5月11日 - 建設省から、県道茅野小淵沢韮崎線が茅野小淵沢韮崎線として主要地方道に再指定される[10]。
- 1994年（平成6年）4月1日
長野県が路線番号を6から17へ変更し[11]、越県統一される。
- 2006年（平成18年）3月15日
北巨摩郡小淵沢町が北杜市へ編入合併。
- 2006年（平成18年）3月16日
長野県および山梨県が路線名を茅野北杜韮崎線へ変更[1][2]。

## 路線状況

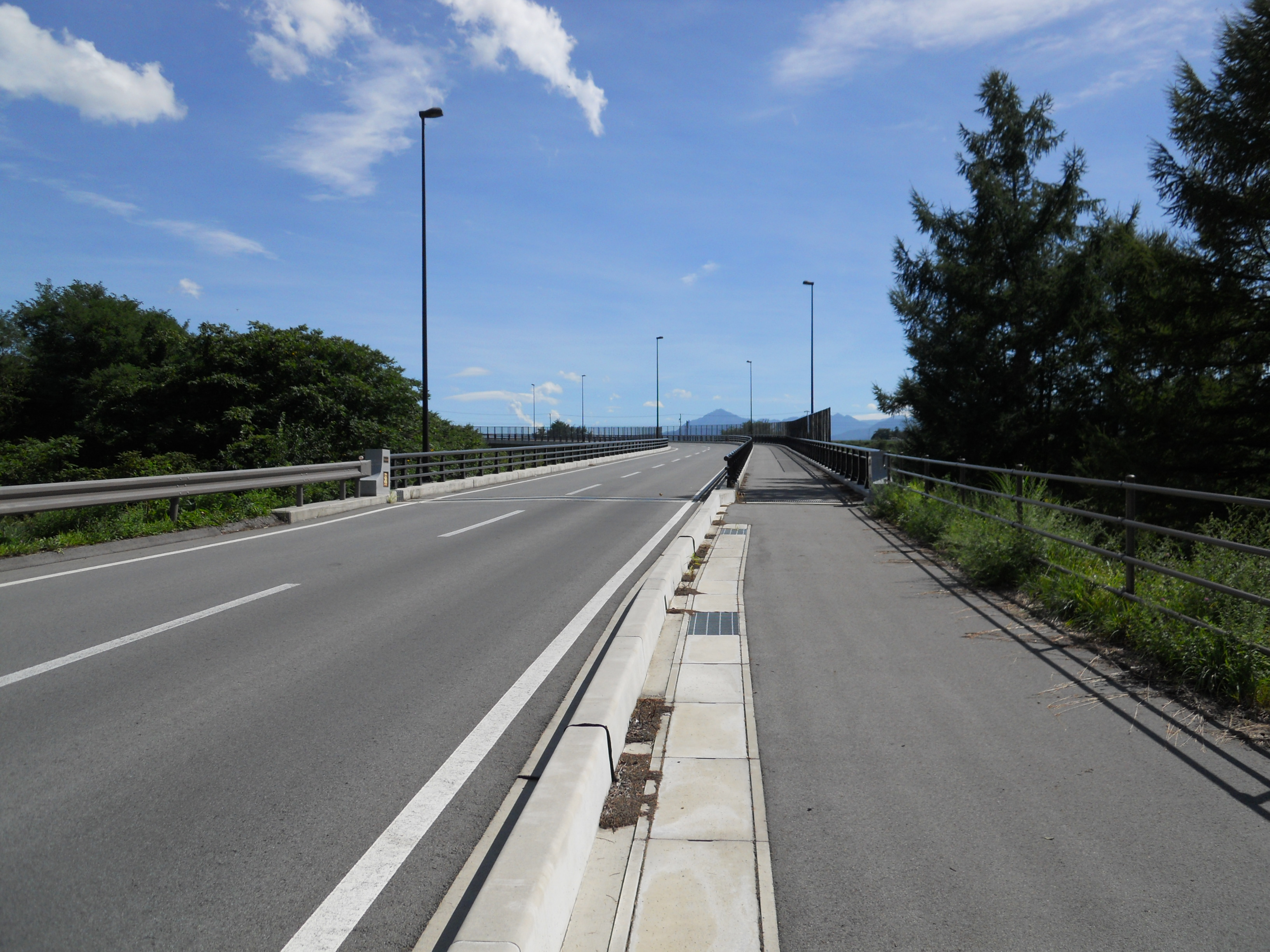
多留姫大橋

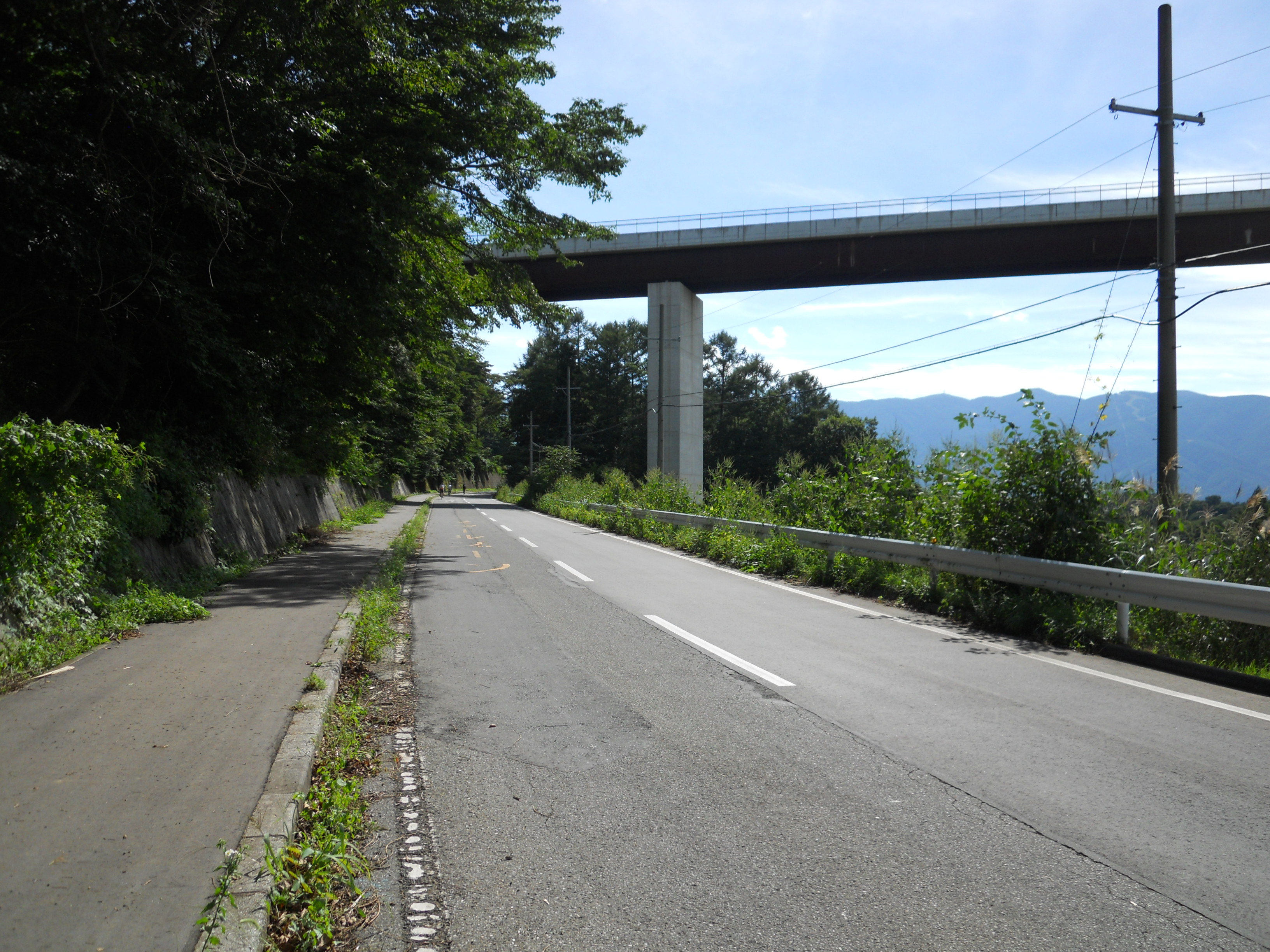
立沢大橋付近

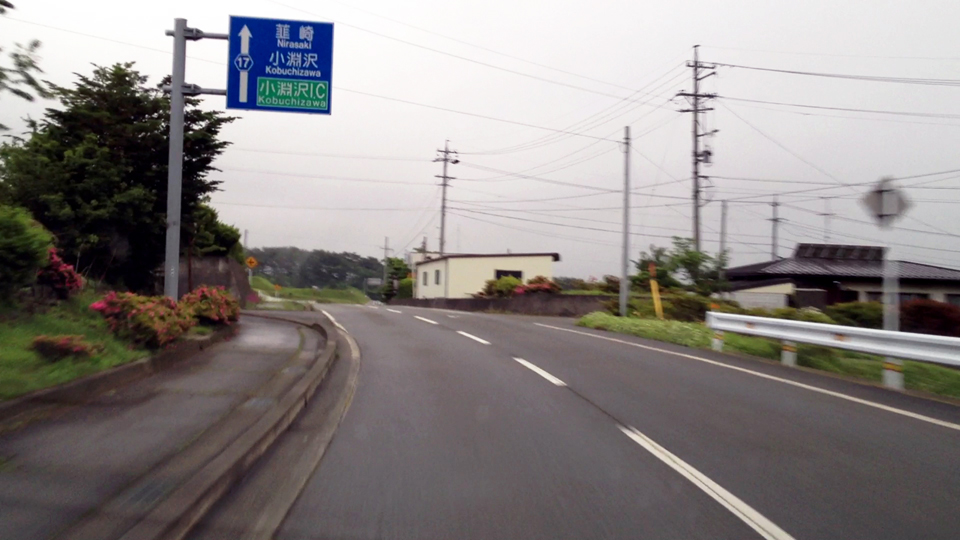
県境附近 - 50Hzと60Hzの境界線でもある

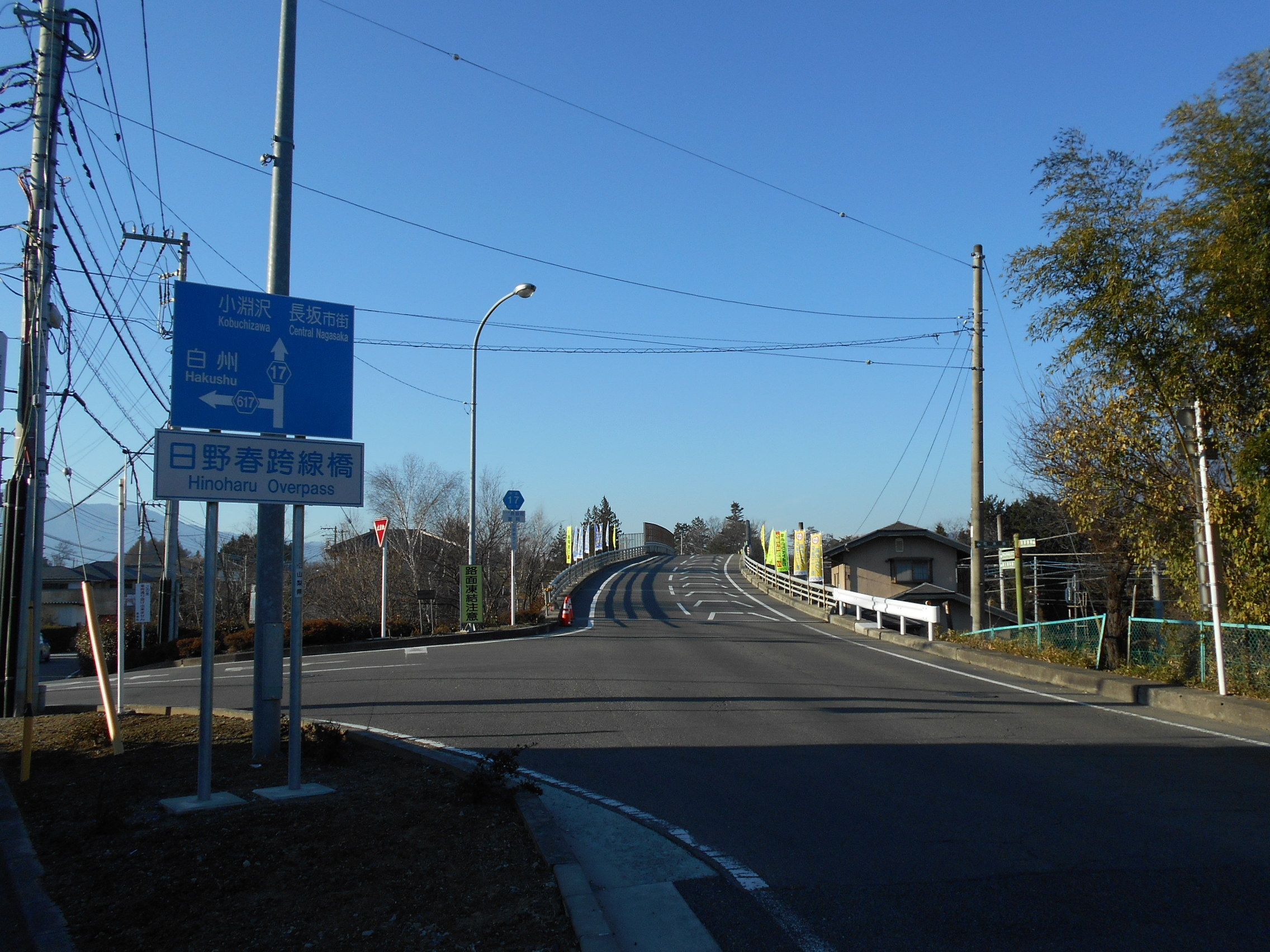
日野春跨線橋

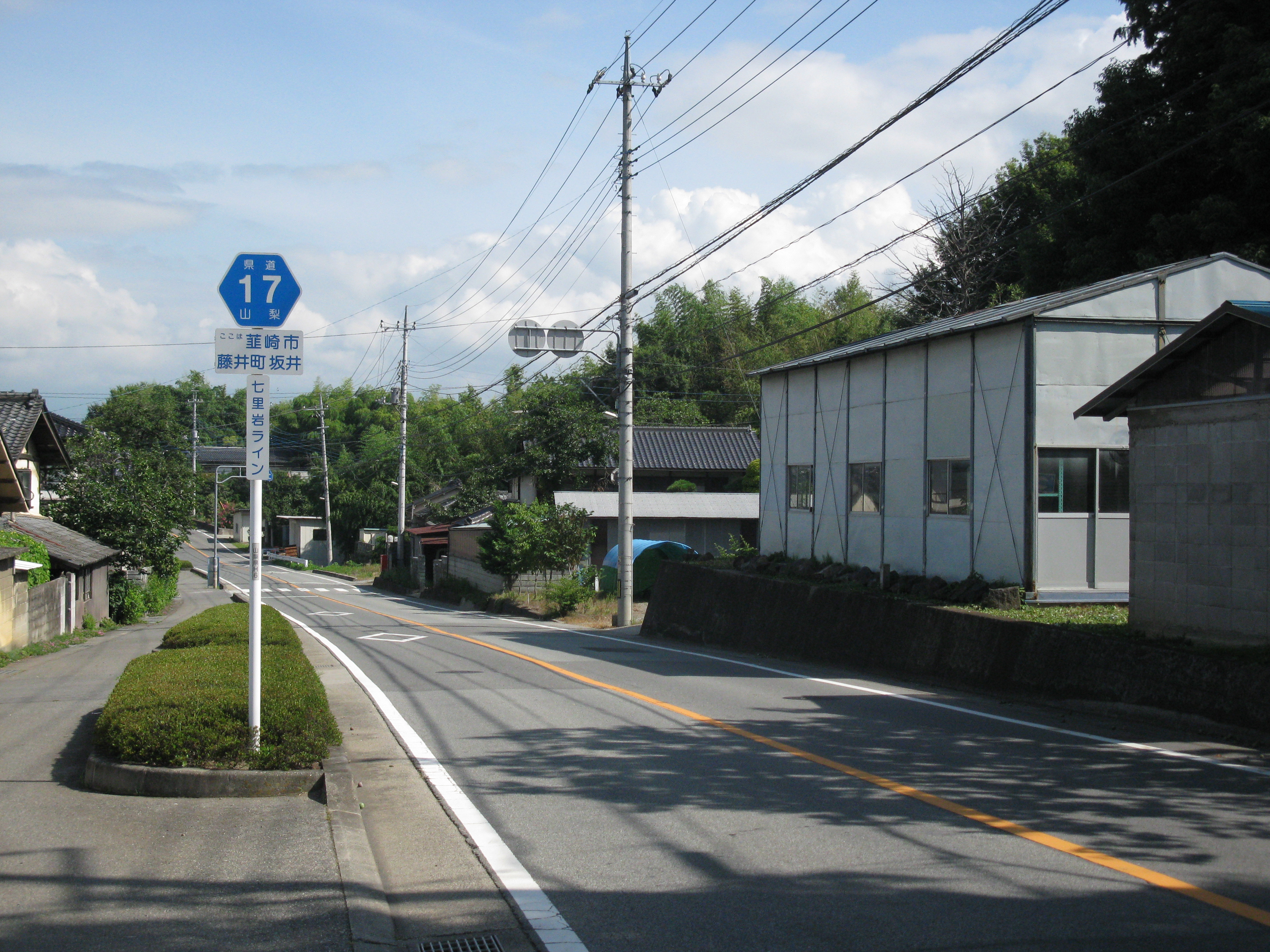
七里岩ライン

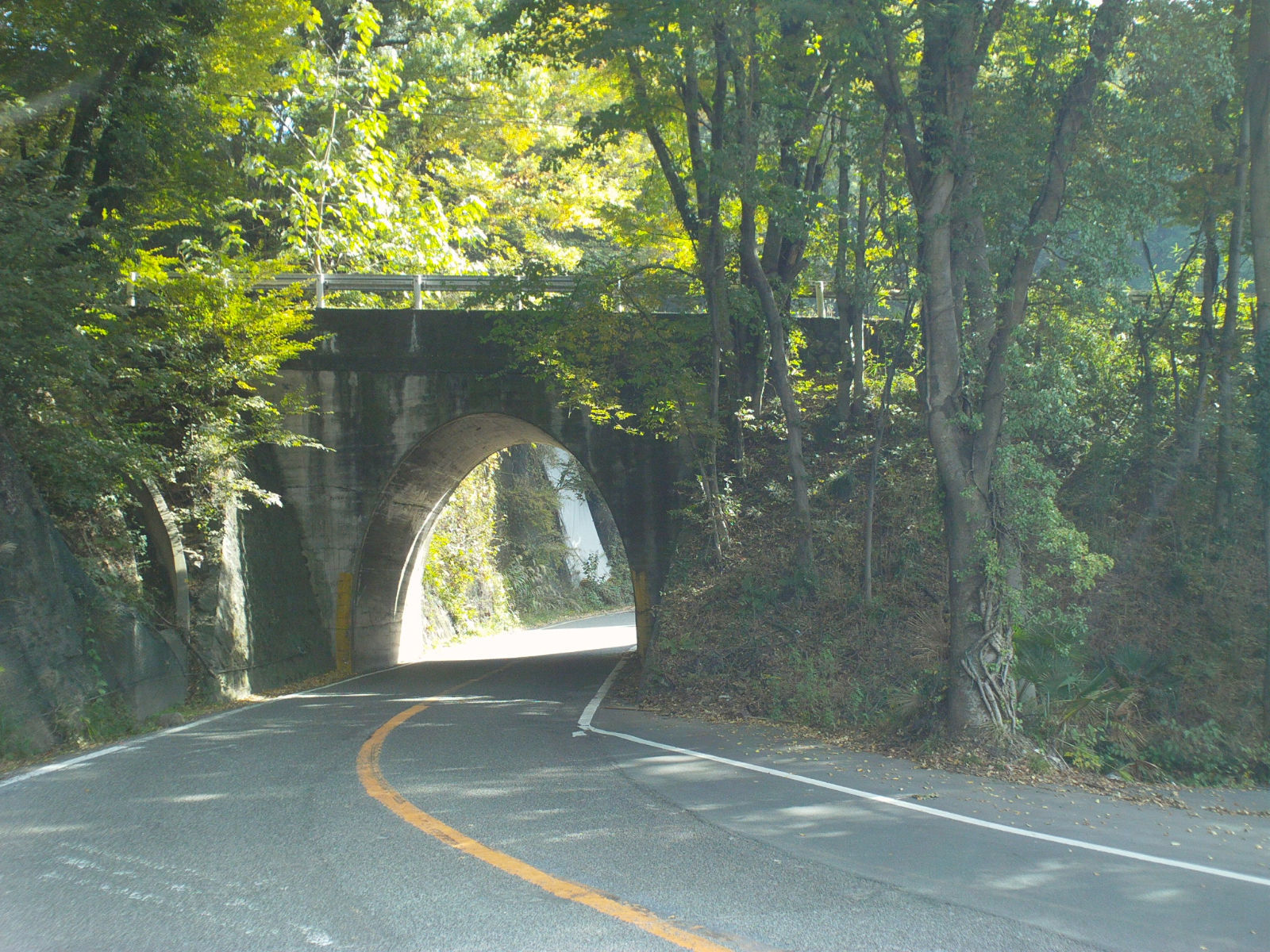
青坂ループ（2010年11月）

### 長野県区間
かつての起点は茅野市湖東の堀交差点にあったが、現在の起点である山寺上交差点からの短絡ルートが開通したため、旧道は2011年3月8日に県道区域を解除された。起点から長野県道196号神ノ原青柳停車場線との交点である原村柳沢交差点までは、長野県景観条例によって八ヶ岳山麓景観育成重点地域に指定され、沿道では建築物の色彩や屋外への自動販売機設置などが制限されている。
御作田バイパス
御作田（みさくだ）バイパスは、茅野市豊平から大泉山交差点に至るバイパス道路である。バイパス開通以前は中沢交差点から長野県道188号上槻木矢ヶ崎線と重複してクランク状のルートとなっていた。同交差点周辺は道幅が狭く交通事故や渋滞が発生しており、これを解消するために1999年（平成11年）3月に着工し、2008年（平成20年）4月28日に供用を開始した。柳川の高所に架かる橋は、附近の多留姫の滝と神社の名称から多留姫大橋（たるひめおおはし）と名付けられた。これにより、起点の茅野市山寺上交差点から原村分杭交差点までが道なりのルートになった。なお、旧道は2009年（平成21年）1月13日に県道区域を解除され、茅野市道に降格した。
バイパスデータ
- 起点：茅野市豊平字大泉寺9998番の1地先
- 終点：茅野市玉川字寄幅9633番の1地先
- 延長：1044.5 m

立沢大橋周辺
茅野市から富士見町にかけては八ヶ岳西麓広域農道（八ヶ岳エコーライン）と並走し、富士見町立沢で一時重複する。分岐点から直進するのが八ヶ岳エコーラインであり、2006年10月に開通した立沢大橋（たつざわおおはし）と接続する。本路線は左折して立場川沿いに下り、立沢集落および乙事（おっこと）集落を経由する。一方の終点側の山梨県北杜市方面から起点側の茅野市へは乙事集落で右折することとなる。立沢大橋を経由する場合はそれより手前で右折して富士見町道を経由することとなるが、景観に配慮して目立った標識が設置されていないため、通過に注意を要する。

### 山梨県区間
「七里岩ライン」の愛称が設定されている山梨県内においては、第二次緊急輸送道路に指定されている。北杜市小淵沢町内では全区間で改良工事が完成し、町内全線が改良された両側2車線道路となっているほか、韮崎市内を中心にバイパス道路の建設が進行している。
長坂上条地区
長坂上条地区内でJR東日本中央本線の高架橋下を通過するが、この前後がセンターラインのない狭隘区間となっている。高架橋を挟んで山梨県道606号台ヶ原長坂線および山梨県道32号長坂高根線と接続し、見通しも悪く通学路にもなっているが、小淵沢方面への交通量を考慮して当該区間の改良を見送った。ただし、山梨県道32号長坂高根線との交点は何度も改良工事を繰り返して八ヶ岳南広域農道と接続させ、延伸工事も行っている。
八ヶ岳南広域農道との接続工事完成後、長らく中央本線との既存のアンダーパスを急カーブでつなぐ構造となっていたが、2019年（令和元年）度山梨県県土整備部の公共事業評価会議において、その前後区間も含めた510mの区間を幅員10.0m（歩道2.5m＋路肩0.5m＋車道3.0m×2＋路肩1.0m）に拡幅（一般部の場合）する改良事業が諮問され、その結果「実施は妥当」との意見が出された。
穴山バイパス
穴山（あなやま）バイパスは、韮崎市穴山町の人家連担地区を迂回するバイパス道路である。2段階に分けて建設され、北杜市側の第一工区は1999年（平成11年）7月に供用を開始し、それから約9年の歳月を経た2008年8月8日に韮崎市街地側の第二工区の供用を開始によって全線開通となった。
バイパスデータ
- 起点：山梨県韮崎市穴山町
- 終点：山梨県韮崎市中田町中條字隠岐殿官有無番地先
- 延長：2936 m（第一工区1016 m、第二工区1920.0 m）

新府バイパス
新府（しんぷ）バイパスは韮崎市中田町中條で事業中のバイパス道路である。穴山バイパスから後述の青坂ループまでは、センターラインの有する道路構造令の最小幅員である5.5 m（2.75 mの2車線）を確保しているが、歩道が全く整備されておらず、後述する2012年に供用を開始した青坂バイパスによって大型車の利用増加が見込まれることから、片側3.0 mの車道と片側歩道へ改良することとなった。改良工事にあたり、戦国時代に武田氏が拠点を置き、現代では国指定史跡でもある新府城跡を通過するため、バイパスによる整備が決定された。なお、全線開通は2017年度（平成29年度）を予定している。
青坂ループと青坂バイパス
終点に程近い七里岩台上にある韮崎中央公園から麓にある韮崎市の中心市街地にかけては、道路幅員が4.0 - 5.5 mの狭隘かつ急坂であった青坂を一気に駆け下りる構造となっていた。中でも青坂ループと呼ばれるループ線では、その線形が原因となった渋滞が発生し、トンネル部分の制限高が3.4 mと大型車が通行不能であった。このため、山梨県は当該区間に対してバイパスの整備を決定した。計画案は掘割のほか、地山の喪失面積の低減を目的とした大規模なループ橋やトンネルによる手法も考案されたが、費用便益分析（B/C）が最も優れる掘割とした。2005年より事業化し、ループ線を大規模土工部と緩やかな平面線形にて迂回して現道と接続する延長821 mの青坂バイパスが2012年3月16日に供用を開始するとともに、青坂ループは廃道となった。
バイパスデータ
- 起点：山梨県韮崎市藤井町南下條字坂上886番地先
- 終点：山梨県韮崎市水神2丁目5068番地先
- 延長：821.0 m
- 道路の区分：第3種第3級

### 重複区間
- 山梨県道11号北杜富士見線（北杜市小淵沢町・久保交差点 - 北杜市小淵沢町・松木坂交差点）
- 山梨県道611号日野春停車場線・山梨県道612号横手日野春停車場線（北杜市長坂町富岡・富岡三差路 - 日野春駅）

## 地理
東京および名古屋方面から長野県を代表する観光地のひとつである白樺湖へのアクセス経路として、白樺湖観光協会では中央自動車道諏訪ICから国道20号および国道152号を利用する案内をしているが、茅野市街地で発生する渋滞を避けるために、観光地に通じる道路として整備されてきた本路線を東京方面からは諏訪南ICより本路線を抜け道として利用する手段もかつては考えられた。近年では、2009年12月には八ヶ岳エコーラインがビーナスライン（長野県道192号茅野停車場八子ヶ峰公園線）まで全線開通したため、諏訪南ICから八ヶ岳エコーラインおよび国道152号を経由する経路を案内している観光施設も存在する。

### 通過する自治体
- 長野県
  - 茅野市
  - 諏訪郡
    - 原村
    - 富士見町
- 山梨県
  - 北杜市[注釈 3]
  - 韮崎市

### 交差する道路
茅野市

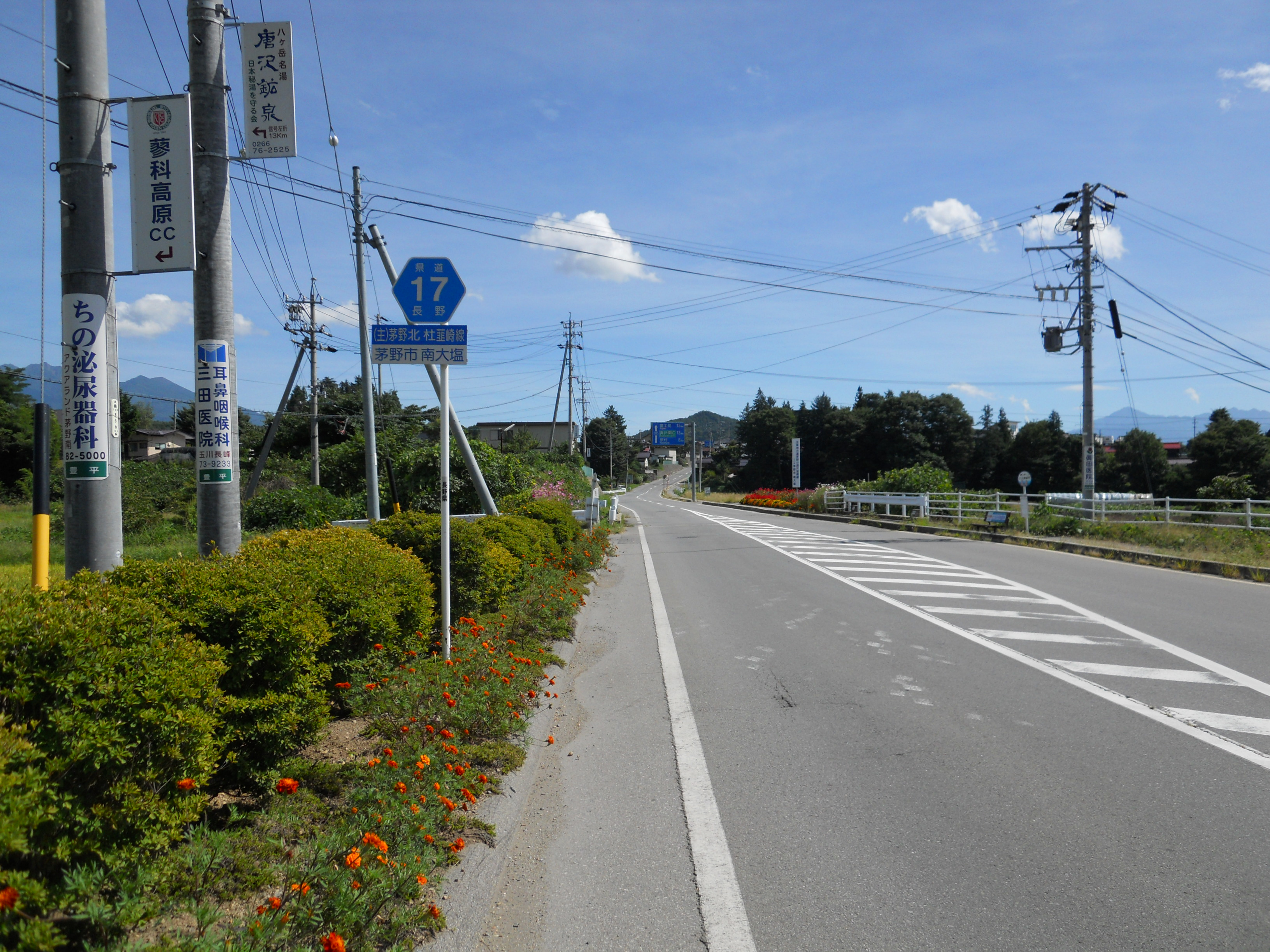
起点の山寺上交差点付近

- 国道152号（国道299号重複）（茅野市豊平・山寺上交差点、起点）
- 長野県道188号上槻木矢ヶ崎線（茅野市玉川・大泉山交差点）

諏訪郡原村
- 長野県道196号神ノ原青柳停車場線（諏訪郡原村柳沢・柳沢交差点）
- 長野県道425号払沢富士見線（諏訪郡原村払沢・八つ手交差点）
- 長野県道197号払沢茅野線（諏訪郡原村中新田・分杭交差点）
- 長野県道189号中新田富士見線（諏訪郡原村中新田）

富士見町
- 八ヶ岳西麓広域農道（八ヶ岳エコーライン）（立沢で重複）
- 長野県道190号立沢富士見停車場線（諏訪郡富士見町立沢）
- 長野県道198号乙事富士見線（諏訪郡富士見町乙事）
- 長野県道485号富士見高原線（諏訪郡富士見町境）

北杜市
- 山梨県道11号北杜富士見線（北杜市小淵沢町・久保交差点）
- 山梨県道11号北杜富士見線（北杜市小淵沢町・松木坂交差点）
- 山梨県道608号長沢小淵沢線（北杜市小淵沢町上笹尾）
- 山梨県道606号台ヶ原長坂線（北杜市長坂町長坂上條）
- 山梨県道32号長坂高根線・八ヶ岳広域農道 レインボーライン（北杜市長坂町長坂上條）
- 山梨県道617号台ヶ原富岡線（北杜市長坂町富岡）
- 山梨県道611号日野春停車場線（山梨県道612号横手日野春停車場線 重複）（北杜市長坂町富岡・富岡三差路）

韮崎市
- 山梨県道602号武田八幡神社線（韮崎市水神1丁目）
- 山梨県道6号甲府韮崎線・山梨県道27号韮崎昇仙峡線（韮崎市本町・本町交差点、終点）

### 沿線にある施設など
- 茅野市立豊平小学校
- 富士見町立本郷保育園
- 富士見町立本郷小学校
- 信濃境駅
- 富士見町立境小学校
- 小淵沢駅
- 北杜市役所小淵沢総合支所
- 北杜市立小淵沢小学校
- 山梨県立農業大学校
- 北杜市立日野春小学校
- 山梨県立北杜高等学校
- 北杜市オオムラサキセンター
- 日野春駅
- 穴山駅
- 新府城跡
- 新府駅
- 韮崎中央公園
- 韮崎駅